# Omissus

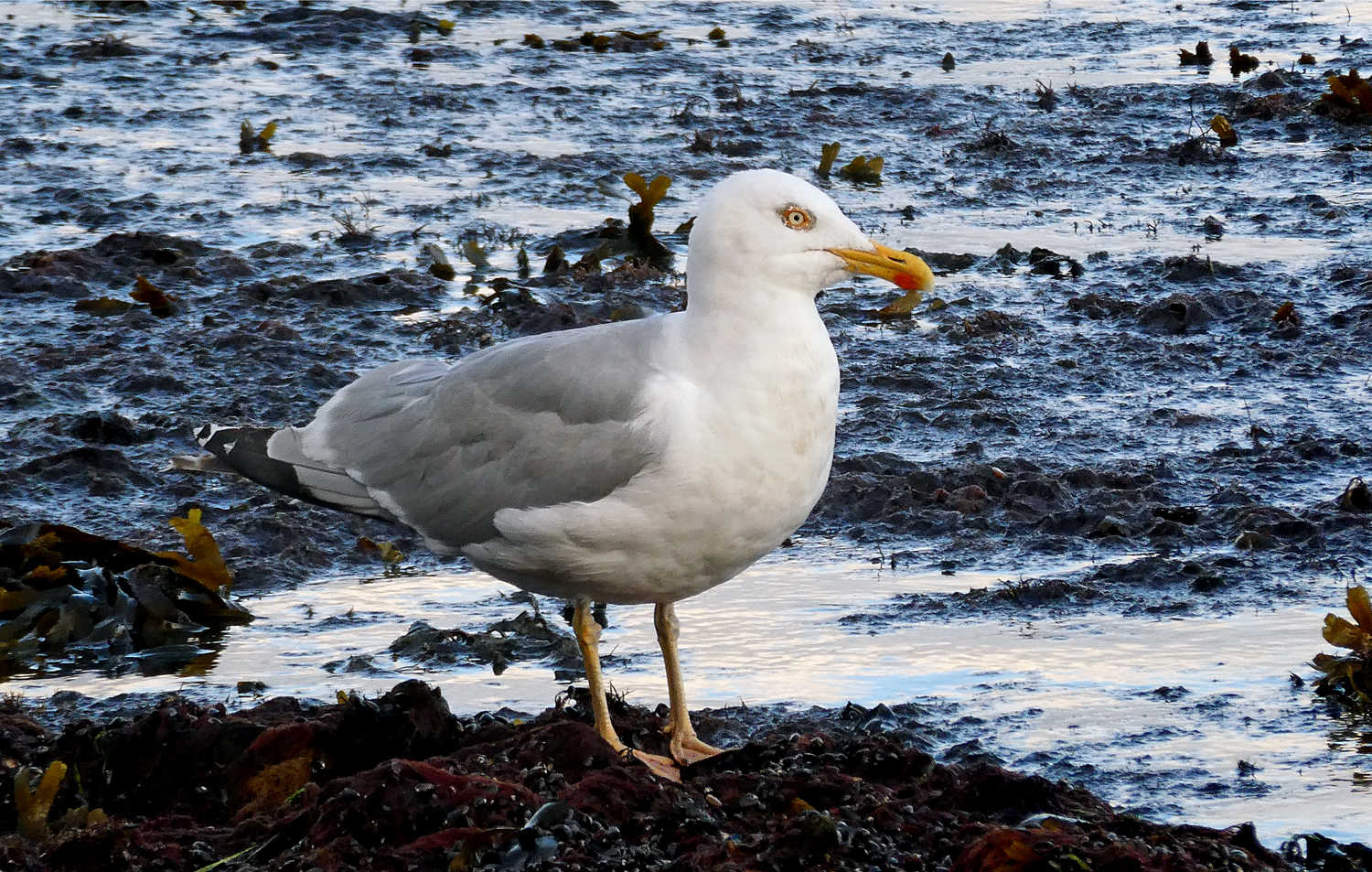
En gråtrut av varianten omissus i Ystad 2020.

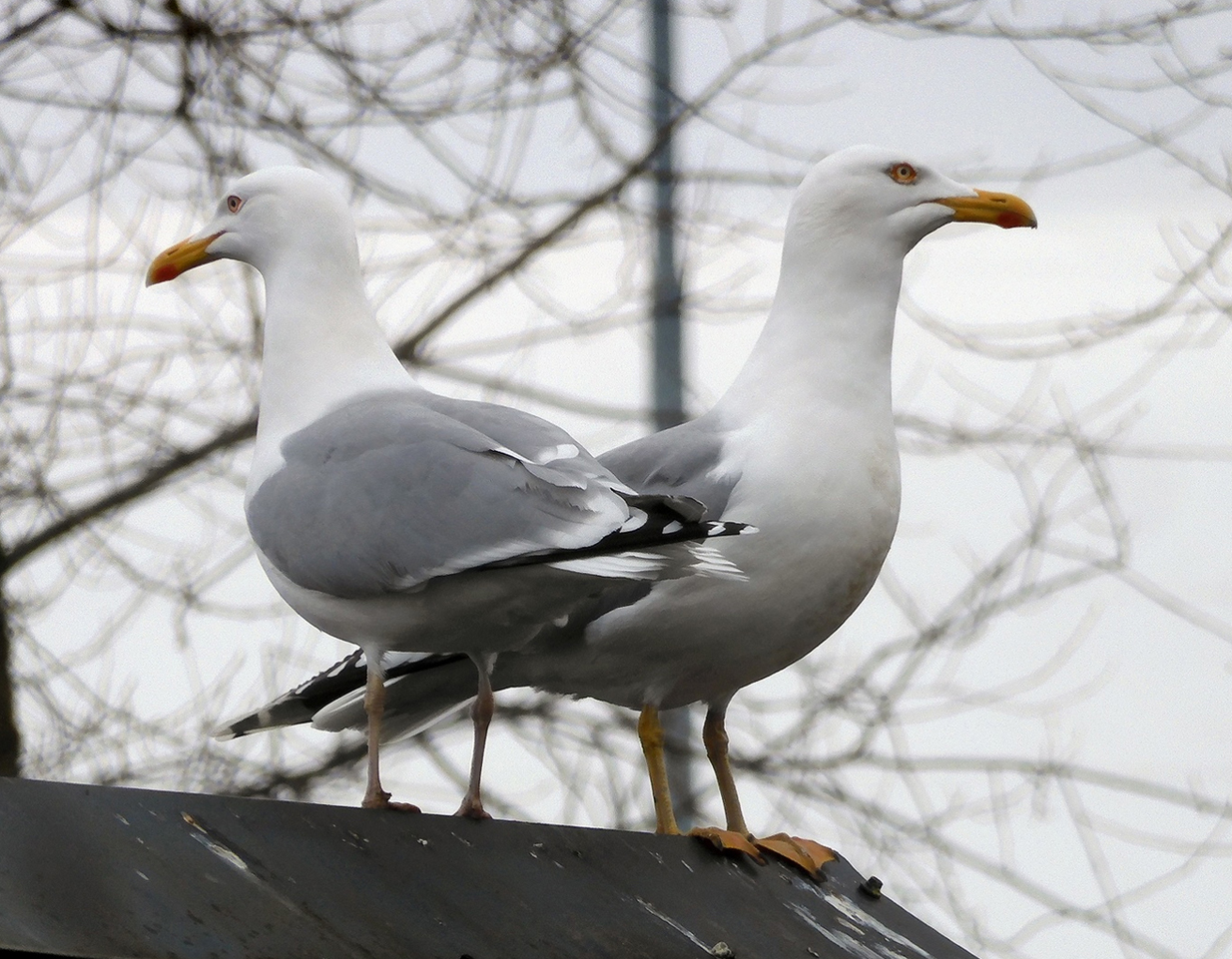
Ett adult par där den högra har klart gula ben.

Omissus (Larus argentatus omissus) är en variant av gråtrut. Den är i stort lik en vanlig gråtrut, men har, i motsats till den vanligen förekommande arten Larus argentatus, gulaktiga ben.
Det finns ytterst lite forskning och dokumentation om omissus-varianten; en del auktorer menar att det kan vara en egen art. Omissus beskrivs första gången 1928 av den ryske ornitologen Theodor Pleske. 
Omissus kan förväxlas med medelhavstrut, men omissus har inte så distinkt klargula ben som medelhavstruten.